# ジェローム・ホーセイ

ホーセイを宝物部屋に招くイヴァン4世

サー・ジェローム・ホーセイ（Sir Jerome Horsey,1550年頃‐1626年1月）は、16 - 17世紀のイングランドの探検家、外交官、政治家。バッキンガムシャー州グレート・キンブルを勢力地盤とした。

## 主な事績
1573年に初めて訪れてから1591年まで、17年以上という長期間にわたってロシアに滞在し、ロシア宮廷では多くの要人たちの知遇を得た。ホーセイは当初モスクワ会社の代理交渉人としてモスクワ大公国を訪れたが、後にツァーリのイヴァン4世（有名な「雷帝」）からイングランド女王エリザベス1世への使節として、また後者から前者への返礼使節としてそれぞれ遣わされた。イングランドへ帰国すると庶民院議員となり、選挙や特権を始め多くの委員会のメンバーとして活動した。1603年にナイトに叙せられている。彼は自らのロシアでの見聞を書物に著し、出版されて数刷を数えた。後に2冊の物語小説にまとめられている。

## 家系
エクセターの商人ウィリアム・ホーセイの息子で、母親はエリナー・パーリャム。ドーセット州シャーボンのサー・ジョン・ホーセイ2世は祖父、アルマダ海戦直前までワイト島の知事を務めていたサー・エドワード・ホーセイ (en) は伯父に当たる。ジェロームはおそらく3回結婚した。
1. エリザベス・ハンプデン…1592年1月に結婚し2男3女をもうけたが、1607年に死別した。
2. イザベラ・ブロケット…1609年10月頃に結婚。
3. エリザベス・ノース（詳細不明、遺言状に名前が無い）

## 立身
ホーセイは1571年にモスクワ会社に徒弟身分で雇われたが、当時ロシア側はイングランドとの交易を一時的に拒んでおり、彼の最初の取引相手はオランダ商人だった。1573年5月に会社とロシアとの通商関係が回復すると、間もなくロシアに渡り通訳として働いた。首都モスクワに向かう途上、ツァーリの粛清からコストロマの町を守ったことで、町の指導層や聖職者から沢山の金と宝石を贈られた。モスクワ到着後、おそらくツァーリの命令で売春宿に売られかけていたマデリン・フォン・ユクセルという女性を救い、この人助けが後にホーセイに幸運をもたらすことになる。会社はホーセイに、彼の影響力を利用して、イングランド人居住区（この頃はザリャージェ地区のヴァルヴァルカ通りにあった）を拡張する許可を得るために交渉してほしいと要請した。この地区の一部は彼の家に接していた。ホーセイの家ではロシア貴族が歓待され、召使をも抱えていた。またホーセイは後に大勢のドイツ人の囚人を助命したことを誇りにしていたが、この囚人たちはおそらく居留地が粛清対象となったと思われる。この後、ハンブルクの商人はダマスク織のテーブルクロスとナプキンを、リューベックの商人は「大きな銀製の友愛記念カップ（loving cup）」をホーセイにプレゼントした。またホーセイはモスクワで収監されている1,200人のスコットランド人（と数人のイングランド人）の囚人と親しくなり、彼らにロシア軍への就職を斡旋し、彼らが自らの宗派の教会を建てる許可までツァーリ政府に出させた。
ホーセイはモスクワ滞在中、レスター伯爵ロバート・ダドリーやフランシス・ウォルシンガムなど、モスクワ会社の貿易支配に反対していたイングランド宮廷のメンバーによる私貿易を仲立ちしていたようである。このことは後にモスクワ会社側から問題としてホーセイが責められる原因となったが、これはホーセイがモスクワで築いた財産を放棄し、彼の財産を会社側の人間が手に入れることで解決した。ホーセイはモスクワ宮廷で栄誉ある待遇を受けた。イヴァン4世は彼を宝物部屋に招き、その後継ぎで1584年に即位したフョードル1世の戴冠式にも出席を許されている。

## 使節
1581年11月末、ホーセイはイヴァン4世からエリザベス1世に宛てた瓶詰めの親書を届けるよう命じられたが、北東航路が凍っていたため陸路での移動だった。旅は非常に困難で、さらにデンマーク領のエーゼル島で逮捕された。ところが島の総督夫人は偶然にもかつて自分が助けたマデリン・フォン・ユクセルであり、彼女の計らいですぐに釈放された。イングランドに到着するとジェロームはエリザベス1世に何度か謁見を許され、イヴァン4世の親書を英語に翻訳して読み上げた。この時の親書では、イングランドの王女をイヴァン4世の妻に迎えたい意向が伝えられた（これは実現されなかった）。
ホーセイはモスクワ会社以外の冒険商人が集めてきた物産品を含む、土産の積み荷を搭載した9艘の船でロシアに向かった（2度目の訪露）。1586年にホーセイは再びイングランドに新ツァーリのフョードル1世の親書を携えてロンドン宮廷に戻ってきた。この親書には「妃が妊娠しにくく、子供が出来ないので力を貸してほしい」と書かれていた。イングランド宮廷はホーセイに助産婦を伴わせてモスクワへ向かわせた（3度目の訪露）が、この助産婦はヴォログダでモスクワ入りを拒まれた。これはフョードル1世の妻の兄で宮廷の実力者であるボリス・ゴドゥノフと、その敵対勢力との政争の道具になったのである。ボリスの対抗派閥は「ボリスは異教徒の手を借りて皇子を産ませようとしている」とボリスを糾弾したのである。ホーセイ自身は西欧文化に憧れを持つボリスとは友人関係にあった。
ホーセイはロシア政府の依頼により、王家の一員であるマリヤ・ウラジーミロヴナを救出した。マリヤはリヴォニア戦争での戦略の一環としてイヴァン4世が傀儡に立てたリヴォニア王マグヌスと結婚したが、夫の死後は囚われの身となっていた（ホーセイは1581年末にイングランドへ向かう途中、ピルテンでリヴォニア王夫妻に謁見している）。ホーセイはマリヤとの結婚を望んだが、ボリスは彼が平民であることを理由にこれを許さなかった。こうしたなか、1587年にホーセイはイングランドで詐欺罪に問われたために帰国せざるを得なくなったが、宮廷内の友人たちの弁護もあって事なきを得た。1591年にホーセイはロシアに戻った（4度目の訪露）が、フョードル1世は彼に謁見を許そうとせず、エリザベス1世に2度とホーセイにはロシアの国土を踏ませないよう要求した。さらにイングランドでは彼に「公然たるスパイ行為を働いている」という疑いがかかり、結局は故国に戻ることとなった。友人であるボリスはホーセイの帰国の旅のお膳立てをしたうえ、彼に沢山の高価な贈り物を持たせている。

## 帰国後
1595年にホーセイは、モスクワからの帰国の原因になったフィンチという人物の訴えによる反逆罪で告発された。この事件の裏には前任の駐モスクワ大使サー・ジェレミー・バウエスが関わっており、おそらくフィンチを操っていたと思われる。バウエスはモスクワ側に自分が退けられたのは、ホーセイに責任があると考えていたらしい。ホーセイはまた「俺は我らが処女王よりもずっと純潔だ（つまりエリザベス1世は処女では無い）」と放言して女王を侮辱したとも糾弾された。女王は逮捕委任状にサインするのを余儀なくされたが、「ジェローム・ホーセイは自らの潔白を証明するであろう」と述べた。しかし事件は、1597年4月の枢密院での評決を経る前に棄却され、フィンチは証人から虚偽の発言をしたことを暴露された。
ホーセイは1572年から1585年頃までモスクワ会社の従業員（Servant）身分だったが、1580年にはエリザベス女王の同伴騎士身分（Esquire of the Body）となり、1603年7月23日にナイト爵に昇叙された。1604年6月には9つの州の出納官に任じられている。バッキンガムシャーでは1601年頃に治安判事を、1611年‐1612年には州知事を務めた。議会でも様々な役職を歴任し、30年以上議席にあった。一方でスラヴ語聖書の翻訳を行い、また「白ロシア」という名称でベラルーシの存在をイングランドに初めて伝えたのもホーセイである。
ホーセイは1626年1月に没し、グレート・キンブルに埋葬された。ホーセイの名は同時代のイングランド、ロシア、イヴァン4世の治世に関する書物などに出典として度々引用されている。